# Better Than Ezra
Better Than Ezra — американская альт-рок-группа из Нового Орлеана, штат Луизиана. Группа образовалась в 1988 году в Батон-Руж, штат Луизиана, и состоит из Кевина Гриффина (вокал и гитара), Тома Драммонда (бас-гитара), Майкла Джерома (ударные) и Джеймса Артура Пейна-младшего (гитара, клавишные). Группа выпустила девять студийных альбомов, последний из которых — Super Magick (2024) вышел на лейбле Round Hill Music. Они наиболее известны своим мультиплатиновым альбомом Deluxe (1993) и синглом «Good» (1995), который достиг первого места в чарте Billboard Modern Rock Tracks.
Ветераны колледж-рок-сцены конца 1980-х получили свой большой прорыв во время взрыва альтернативного рока 1990-х. Слияние мелодичного джэнгл-попа с мощью гранжа вывело Better Than Ezra на вершину чартов Billboard в 1995 году, когда сингл «Good» стал передовым постгранж-продуктом. Несколько других хитов — «In the Blood», «King of New Orleans» и «Desperately Wanting» — появились до того, как группа перешла с крупного лейбла Elektra Records на независимый статус в начале 2000-х.

## Дискография
Смотри статью «Дискография Better than Ezra» в англ. разделе.
- Surprise (1990)
- Deluxe (1993)
- Friction, Baby (1996)
- How Does Your Garden Grow? (1998)
- Closer (2001)
- Before the Robots (2005)
- Paper Empire (2009)
- All Together Now (2014)
- Super Magick (2024)